# Живјеће овај народ (филм)
Живјеће овај народ је југословенски драмски филм из 1948. године, у режији Николе Поповића. Прво приказивање било је 12. јануара 1948. године.

## Радња
У подгрмечкој области, у западној Босни, почиње устанак против немачких окупатора и усташа. Сви су обузети великим ентузијазмом и жељом за слободом и пружају подршку локалним партизанима. Млада сеоска девојка српске националности, Јагода, заљубљује се у партизанског комесара Ивана, специјалисте за минирање жељезничких пруга, који је хрватске националности.

## Улоге
| Глумац               | Улога                  |
| -------------------- | ---------------------- |
| Вера Илић            | Јагода                 |
| Синиша Раваси        | Иван                   |
| Фран Новаковић       | Дед Илија              |
| Царка Јовановић      | Баба                   |
| Никола Поповић       | Професор               |
| Васо Косић           | Обрад                  |
| Миша Мирковић        | Партизански курир Мића |
| Добрица Милутиновић  | Дед Вук                |
| Емил Кутијаро        | Партијац               |
| Јожа Грегорин        | Милан                  |
| Александар Стојковић | Крљо                   |
| Милутин Јаснић       | Брко                   |
| Сима Јанићијевић     | Петар                  |
| Вјекослав Афрић      | Јосип Броз Тито        |
| Станко Буханац       |                        |
| Стане Север          |                        |

Комплетна филмска екипа  ▼
| Редитељ                   | Никола Поповић    |                         |
| Сценариста                | Бранко Ћопић      |                         |
| Композитор                | Фран Лотка        |                         |
| Директор фотографије      | Октавијан Милетић |                         |
| Mонтажер                  | Радојка Танхофер  | (као Радојка Иванчевић) |
| Сценограф                 | Миомир Денић      |                         |
| Менаџер продукције        | Јосип Киригин     | директор филма          |
| Помоћник режије           | Александар Јешић  | помоћник редитеља       |
| Одсек за звук             | Теа Бруншмид      | тонска обрада           |
| Одсек за звук             | Алберт Прегерник  | тон мајстор             |
| Специјални ефекти         | Душан Живковић    | пиротехничар            |
| Одсек за камеру и расвету | Стево Ландуп      | пратилац камере         |
| Одсек за камеру и расвету | Јарослав Задражил | пратилац камере         |
| Остала екипа              | Чочи Микијели     | војни консултант        |